# Колійні роботи
Колійні роботи — комплекс взаємопов'язаних операцій, що забезпечують постійну надійність колії і безпеку руху поїздів зі встановленими швидкостями і ваговими нормами.

## Класифікація
Дорожні роботи поділяються на:
- Невідкладні роботи — заміна гостродефектних рейок, ліквідація розширення або звуження колії, виправлення колії на пучинах. Проводяться відразу ж після виявлення несправностей.
- Планово-попереджувальні роботи — виконуються за планом, в якому зазначаються: місце роботи, обсяг, витрати праці, норма виробітку, витрати матеріалів, потреба в машинах, механізми та інструменти, терміни початку і закінчення робіт.

Планово-попереджувальні роботи проводяться, як правило, машинним способом в технологічні «вікна», що виділяються в графіку руху поїздів. Потрібна тривалість технологічного «вікна» визначається розрахунком, але не повинна бути менше ніж 100 хвилин.
До колійних робіт, що виконуються як на експлуатованих ділянках колії, так і на споруджуваних дорогах, належать:
- Виправка колії у профілі
- Регулювання і розгінка зазорів
- Рихтування колії
- Перешивання колії
- Одиночна зміна елементів верхньої будови колії
- Інші роботи

## Виправка колії
Однією з основних і трудомістких робіт поточного утримання колії є виправка колії (виправлення її у поздовжньому профілі з ущільненням баласту під шпалами). Вона виконується на головних і стаціонарних коліях за допомогою виправно-підбивно-рихтувальної машини і на стрілочних переводах за допомогою машин ВПРС. Роботи з виправлення колії у поздовжньому профілі і за рівнем (у поперечному профілі) проробляються при порушенні плавності руху поїздів, при поганому приляганні рейок до підкладок, підкладок до шпал, шпал до баласту, при порушеннях взаємного розміщення рейкових ниток за рівнем.
Виправка може бути:
- Невідкладною
- Планово-попереджувальною

Роботи з планово-попереджувальної виправки колії та стрілочних переводів поділяються на:
- Підготовчі
- Основні
- Прикінцеві

У комплекс підготовчих робіт входять:
- Регулювання зазорів між торцями рейок
- Прибирання засмічувачів з поверхні баластної призми
- Підкріплення клемних, закладних і стикових болтів
- Добивки костилів
- Заміна дефектних рейок і деталей скріплень, негодящих шпал і брусів
- Зачистка задирок на шпалах
- Очищення або заміна забрудненого баласту в місцях виплесків

До основних робіт відносяться:
- Зняття регулювальних прокладок
- Піднімання рейко-шпальної решітки
- Підбиття шпал

Прикінцеві роботи це:
- Перешивання колії (віджимання стяжним приладом нерихтувальної рейкової нитки для встановлення ширини колії, що відповідає нормам)
- Оправлення баластної призми
- Прибирання замінених матеріалів верхньої будови колії

При роздільному типі проміжних рейкових скріплень допускається регулювання положення рейок по висоті, виправка колії проводиться за допомогою регулювальних прокладок із кордонома (спеціальної пластмаси) або деревини завтовшки 3, 5, 7 і 9 мм. Загальна товщина прокладок під рейкою повинна бути не більш ніж 14 мм. При підготовці колії до зими всі регулювальні прокладки повинні бути вилучені, а залізничний шлях виправлений підбиттям шпал і перевідних брусів на стрілочних переводах.

## Рихтування колії
Іншою важливою і трудомісткою роботою є рихтування колії — переміщення по баласту, впоперек колії, одночасно всієї рейко-шпальної решітки. Рихтування здійснюється при порушеннях напрямків колії або зміни плавності кривизни в кривих різних радіусів. Рихтування зі зрушенням колії до 2 см проводиться також після ретельного ущільнення баласту під шпалами підбивними засобами, розгінки (збільшення) зазорів між торцями рейок, зміни шпал. На безстиковій колії до найбільшого розладу в плані схильні зрівняльні прольоти, кінцеві ділянки рейкових батогів, а також криволінійні ділянки. Рихтування безстикової колії має суттєві особливості, які полягають в тому, що зміна довжини рейкових батогів під час рихтування відбувається лише за рахунок їх розтягування або стиснення. При великих підвищеннях температури рейок у порівнянні з температурою під час їх початкового закріплення на шпалах виникає небезпека втрати стійкості — викиду колії під час її рихтування, тому що опір бічним зсувам колійної решітки значно знижується. Рихтування безстикової колії доцільно робити при температурі рейкових батогів, що дорівнює температурі під час їх закріплення або близької до неї, а також слідом за розрядкою температурних напружень. При поточному утриманні колії із застосуванням машин рихтування здійснюється в основному згладжуванням окремих нерівностей, а криволінійні або прямі ділянки шляху, вісь яких на значному протязі не збігається з проектним положенням, рихтують за точним методом, тобто після вимірювання стріл прогину по хордах завдовжки 20 метрів і постановки шляху в проектне положення.
Ці роботи проводять трьома етапами:
- Вимір температури рейок
- Рихтування шляху машиною під час «вікна»
- Перевірка стану колії в плані і профілі по колії, міжколії та усунення виявлених відхилень

## Перешивка колії
Якщо виявлені відхилення колії перевищують встановлені допуски, робиться перешивання колії (регулювання ширини колії) в певній послідовності. Спочатку вимірюють колію, зачищають задирки на шпалах і антисептують ці місця. Потім одну рейкову нитку розшивають, антисептують отвори для костиля, ставлять пластинки-закріплювачі в кожен отвір і зашивають костилями за шаблоном. Якщо колія порушується через розробки шурупних отворів у шпалах, то перешивку колії виконують зі зняттям підкладок і ремонтом шпал. При клемно-болтовому скріпленні безстикової колії з рейками Р65 на залізобетонних шпалах колія не регулюється, а з рейками Р50 регулювання здійснюється шляхом переміщення підошов рейок по опорній поверхні металевої підкладки, що має вертикальну вісь, розташовану несиметрично відносно осі рейки. Це дозволяє регулювати ширину колії до 6 мм.

## Зміна окремих елементів колії
Зміна окремих елементів верхньої будови колії на експлуатованих ділянках, наприклад зміна дерев'яних або залізобетонних шпал, рейок, стикових накладок, металевих підкладок, проводиться немеханізованим способом. На споруджуваних дорогах роботи з одиночної зміни елементів верхньої будови колії виконуються в мінімальних обсягах, оскільки на підготовлену баластну призму укладається нова колійна решітка, виготовлена на виробничих базах індустріальними методами. Особливо трудомістка зміна залізобетонних шпал і одиночна заміна рейок. Призначені до укладання рейки розміщують усередині колії на відстані 500 мм від бічної грані головки рейки, що підлягає заміні. Рейку прикріплюють костилями не менш ніж у двох місцях і, крім того, по кінцях. Торці підготовленої рейки закріплюють башмаками. При укладанні на залізобетонних шпалах підвезені рейки розміщують у їх зниженій середній частині і закріплюють на дерев'яних коротунах, заведених у шпальні ящики. До початку зміни рейки на дерев'яних шпалах випробують стикові болти і ставлять на них додаткові шайби, висмикують один із двох основних костилів із внутрішньої сторони рейки; знімають другий і п'ятий болти в стиках і протиугонах.
Зміну рейки проводять у такій послідовності:
- Знімають стикові болти
- Розшивають рейку
- Викантовують її назовні колії
- Насувають нову рейку
- Ставлять накладки
- Встановлюють стикові з'єднувачі
- Охоплюють стики чотирма болтами
- Пришивають рейку двома костилями через шпалу за шаблоном
- Забивають інші костилі без шаблону
- Встановлюють протиугін
- Поповнюють число болтів у стиках до норми
- Прибирають старі рейки

При роздільному скріпленні рейок:
- Спочатку очищають скріплення від бруду
- Встановлюють додаткові шайби
- Змащують стикові болти
- Якщо застосовуються шестиотвірні накладки, то, крім того, знімають по одному середньому болту на кінцях, що стикуються, рейки, яка підлягає заміні, і прилеглих до неї рейок
- Випробують і змащують клемні болти.

Далі виконують основні роботи:
- У підготовленої до укладання рейки, що лежить всередині колії, висмикують костилі
- Знімають клеми з болтами на стикових шпалах
- Знімають болти і демонтують стики
- Відгвинчують гайки клемних болтів і знімають клеми з болтами
- Зрушують змінювану рейку на кінці шпал і прибирають її на узбіччя
- Обмітають підкладки та поправляють прокладки
- Насувають нову рейку
- Встановлюють накладки і з'єднують їх чотирма стиковими болтами
- Приварюють рейкові з'єднувачі для забезпечення надійної електричної провідності рейок
- Встановлюють клеми з болтами
- Загвинчують гайки клемних болтів

Після закінчення основних робіт перевіряють розмір колії і планують баластну призму.